# Francisco Cerda
Francisco Cerda (9 de enero de 1984) es un pianista, compositor y productor musical chileno. Es principalmente conocido por su trabajo creando las bandas sonoras de distintos videojuegos como Jamestown, Gunpoint, After Death, Omen of Sorrow y Protocorgi. En 2021 debuta como compositor de música para cine con la película Piedra Noche.

## Biografía

### Primeros años
El interés de Francisco por la música empezó en su infancia. De forma autodidacta comenzó con la guitarra a los 12 años, pero se cambió rápidamente al teclado. Describe la música de videojuegos como uno de sus primeros intereses musicales.
Su afición por el mundo de los videojuegos lo llevó a querer crear uno por su cuenta. Así, a sus 14 años empezó a crear un shoot 'em up programado en BASIC. Cuando llegó el momento de hacer la banda sonora, notó que lo que más disfrutaba del desarrollo era el momento de crear la música.

### Inicio de su carrera como pianista (Los Improvisadores, pianista de sesión)
Tras estudiar piano a nivel profesional, Francisco comenzó a desarrollar una gran versatilidad tocando desde repertorio clásico hasta en grupos de jazz, salsa o cumbia. Tuvo una breve carrera como pianista de sesión, llegando a acompañar a cantantes como Andrés de León o Alberto Plaza.
En este periodo se convierte en el pianista acompañante de Los Improvisadores, lo cual, además de significar exposición televisiva diariamente, implicó que escribiera su propio programa de computadora para manipular los sonidos de su teclado rápidamente.

### Inicios en la música para videojuegos (Jamestown)
Poco después de terminar sus estudios de piano, Francisco viaja a Berkeley, California, para visitar a un amigo suyo de la infancia. Allí conoce a un trabajador de Planet Moon Studios, quien le cuenta sus planes de desarrollar un videojuego indie estilo shoot em' up. Cuando Francisco le cuenta que él mismo había hecho uno a sus 14 años, el desarrollador, impresionado, le dice que le gustaría que le hiciera la música a su proyecto.
Sin haber vuelto a hablar con esta persona, Francisco recibe su llamado dos años más tarde, comentando que el juego ya estaba casi listo y querían que él compusiera la música. Así, Francisco compone y produce mediante instrumentos virtuales una banda sonora épica, principalmente orquestal, para este videojuego.
A pesar de haber sido una idea de nicho para su momento, Jamestown se publica en el año 2011 y acaba convirtiéndose en un éxito debido al creciente interés por los juegos indie que habían pavimentado lanzamientos como Super Meat Boy o Braid tan solo unos años antes. Con una banda sonora aclamada, el nombre de Francisco comenzó a hacerse un nombre en la recién nacida industria de los videojuegos independientes.

### Carrera como compositor para videojuegos
Tras Jamestown, su siguiente trabajo en este rubro fue en Gunpoint, un videojuego de sigilo desarrollado por un periodista de PC Gamer. El éxito de este juego, el cual tuvo dos nominaciones en los Premios BAFTA, le significó nuevamente a Francisco un empujón en su carrera como compositor.
Desde entonces ha seguido trabajando para juegos de distintos países, como Save The Date!, Sword Bros, Angry Henry, After Death, Omen of Sorrow, Witchmarsh o Frog Fractions 2.

### Actualidad
Francisco ha continuado de forma ininterrumpida su carrera como compositor de videojuegos. Entre sus trabajos más recientes destaca la banda sonora de Protocorgi, la cual, descrita en sus propias palabras, es una sinergia entre su escuela en el rubro de la música romántica como Luis Miguel y la aceptación de su afición por la cultura otaku. Su trabajo haciendo la música y los efectos de sonido en este videojuego le significaron ganar el premio a Best Audio en los premios EVA 2023.

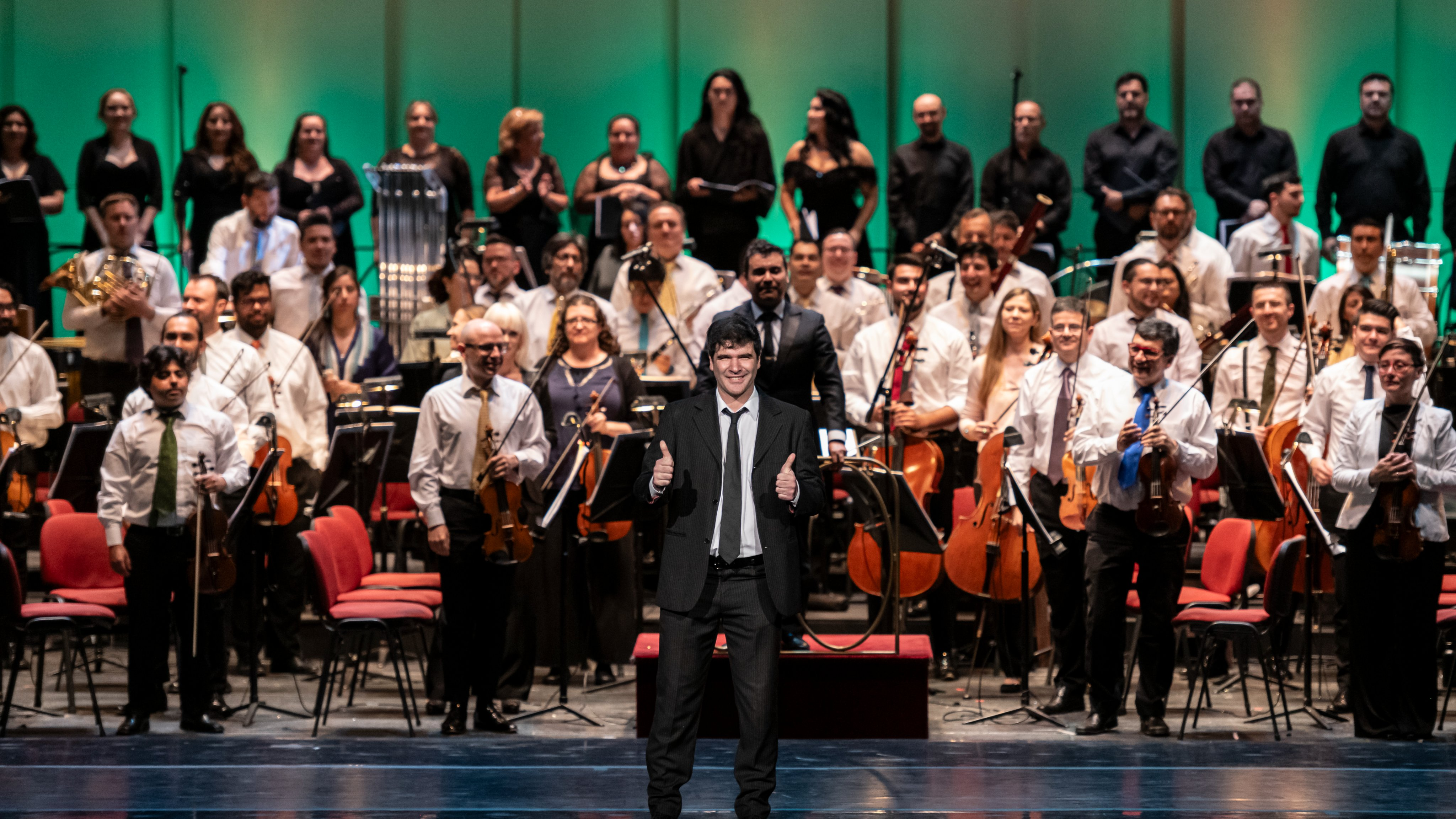
Francisco Cerda tras la presentación de su música en Sinfonía Gamer, 12 de noviembre de 2023.

En 2021 se lanza la película Piedra Noche, lo cual marca su debut como compositor de cine. Esta banda sonora fue grabada por una orquesta de estudio en Argentina en 2020.
En 2023 participó como asesor de Sinfonía Gamer, concierto realizado en el Teatro Municipal de Santiago. Este recital, que se convirtió en la primera vez que se toca música de videojuegos en dicho teatro, contó con dos obras de Jamestown en su repertorio, interpretadas por la Orquesta Filarmónica de Santiago.
Adicionalmente ha iniciado una carrera tocando música chiptune en vivo con una Game Boy. Algunas de sus presentaciones destacadas han sido su presentación en Bar El Destello en Argentina y en el concierto de música de videojuegos Super Ñoño Party 2022 en Chile. A principios del año 2024 realizó una breve gira por Estados Unidos y México con este show, la cual incluyó una presentación en el escenario principal de MAGFest. Su presentación cuenta con covers synthwave de música de videojuegos así como remixes de canciones latinoamericanas e incluso música de Protocorgi tocada en vivo.
Es encargado de componer y producir las cortinas musicales del canal de televisión nacional TVN. 

## Trabajos

### Música de videojuegos
| Año  | Título              | Notas                                                                                   |
| ---- | ------------------- | --------------------------------------------------------------------------------------- |
| 2011 | Jamestown           |                                                                                         |
| 2013 | Gunpoint            | Música junto con Ryan Ike y John Robert Matz.                                           |
| 2013 | Rigonauts           |                                                                                         |
| 2013 | Save the Date!      |                                                                                         |
| 2014 | Angry Henry         |                                                                                         |
| 2016 | Frog Fractions 2    | Música junto con Ryan Ike, Danny Aley, Danny Baranowsky, Chris J. Hamtpon y Ben Prunty. |
| 2017 | After Death         | Música y efectos de sonido.                                                             |
| 2018 | Omen of Sorrow      |                                                                                         |
| 2023 | The Punchuin        |                                                                                         |
| 2023 | Protocorgi          | Música y efectos de sonido.                                                             |
| TBA  | Witchmarsh          |                                                                                         |
| TBA  | Noche en el Delirio |                                                                                         |